# Slag bij Ngasaunggyan
De slag bij Ngasaunggyan vond plaats in 1277 en was een overwinning voor de Mongolen. Het was de eerste veldslag in de Mongoolse verovering van het koninkrijk Pagan. Marco Polo schreef over de slag bij Ngasaunggyan in zijn reisverhalen.

## Achtergrond
In 1271 stichtte Koeblai Khan de Yuan-dynastie en begon hij met de verovering van Zuidoost-Azië. Meestal werden de volgende stappen gevolgd: eerst werd tribuut geëist, en indien daar niet op ingegaan, werd het rijk onder de voet gelopen. Koning Narathihapate van Pagan weigerde op de eis in te gaan.

## Verloop
Koning Narathihapate bezat 120 krijgsolifanten en voelde zich zegezeker. De kleine paarden van de Mongolen steigerden en weigerden ten aanval te trekken. De krijgsheer van de Mongolen beval zijn cavalerie af te stappen en de tegenpartij te bestoken met een pijlenregen. De gewonde olifanten keerden zich om en verpletterden hun eigen manschappen. De Mongoolse cavalerie besteeg hun paarden weer en zette de achtervolging in.

## Vervolg
In 1283 en in 1287 kwamen de Mongolen terug. De slag bij Pagan betekende het einde van het Paganrijk.